# Магдебург (герцогство)
Герцогство Магдебургское (нем. Herzogtum Magdeburg) — провинция маркграфства Бранденбург, с 1680 года по 1701 год, и провинция королевства Пруссия, с 1701 года по 1807 год, Германо-римской империи.
Маркграфство заменило Магдебургское архиепископство после его секуляризации (изъятие земель) Бранденбургом. Столицами герцогства были Магдебург и Галле, а Бург был еще одним важным городом. Герцогство было ликвидировано во время наполеоновских войн в 1807 году, и его территория вошла в состав провинции Саксония в 1815 году.

## История
В 968 году германо-римским императором Оттоном I «Великим» было основано Магдебургское архиепископство на германских землях. Позже римско-католическое архиепископство Магдебурга стало управляться светскими князьями, в основном лютеранами, в 1545 году во время протестантской Реформации. По Вестфальскому договору 1648 года архиепископство было обещано дому Гогенцоллернов маркграфства Бранденбургского после смерти его действующего администратора Августа, герцога Саксен-Вайсенфельского. Город Магдебург также был обязан отдать дань уважения курфюрстам Бранденбурга. В 1666 году курфюрст Фредерик Вильгельм использовал свою развивающуюся армию для установки в городе постоянного бранденбургского гарнизона.
Бранденбург-Пруссия унаследовала Магдебургское архиепископство после смерти Августа Саксен-Вайсенфельского в 1680 году и реорганизовала секуляризованную территорию в Герцогство Магдебургское, а курфюрсты Бранденбурга стали её наследственными герцогами. Регион Галле (Залькрайс), эксклав провинции, был окружен княжеством Ангальт, графством Мансфельд (приобретенным Пруссией в 1790 году) и курфюршеством Саксония. Вопреки желанию лютеранской знати герцогства, герцогством был назначен управлять канцлер-кальвинист. Под руководством Августа Германа Франке Галле стал центром пиетизма в Бранденбурге-Пруссии.
Когда в 1701 году курфюрст Фридрих III короновал себя Фридрихом I, королем Пруссии, герцогство Магдебургское стало частью нового Прусского королевства. Против «аллодификации феодальных владений» короля Фридриха Вильгельма I, то есть против попыток модернизации феодальных законов о землевладении, выступила юнкерская знать герцогства, опасавшаяся потерять свой освобожденный от налогов статус. Дворяне получили решения императорского суда в Вене, защищающие их права, в 1718 и 1725 годах. Юстус Хеннинг Бёмер стал канцлером провинции в 1743 году.
С созданием Генерального директората в 1723 году Фридрихом Вильгельмом I герцогство Магдебургское, княжество Хальберштадт и маркграфство Бранденбург находились в ведении второго отдела Генерального директората. Сельскохозяйственный кредитный союз (Landschaft) с государственным капиталом был создан в герцогстве в 1780 году исключительно для дворянства. Контроль над магдебургскими землями дал монархии выгодную монополию на месторождения соли Штасфурт и Галле.
Поместья Померании добровольно собрали 5000 солдат для прусской армии во время Семилетней войны; их инициатива была продублирована дворянством Магдебурга и соседних провинций.
В войне четвертой коалиции Пруссия потерпела поражение от Наполеона в 1806 году. По Тильзитскому договору на следующий год герцогство Магдебургское было ликвидировано. Его территория к западу от реки Эльбы, включая города Магдебург и Галле, стала частью Вестфальского королевства. Герцогская территория к востоку от Эльбы оставалась в составе сильно сокращенного Прусского королевства.
Пруссия отвоевала территории Магдебург и Галле во время войны шестой коалиции. В 1815 году, после наполеоновских войн, территории герцогства Магдебургского, Альтмарка и части королевства Саксония были объединены в новую прусскую провинцию Саксония.